# يولاندا دي درو
يولاندا دي درو (بالفرنسية: Yolande de Dreux)‏ (1248-1212)؛ كانت الزوجة الأولى لـ هيو الرابع، دوق بورغندي؛ هي ابنة الكبرى لـ روبرت الثالث، كونت درو وأينور دي سان فالير.

## الأبناء
- أنجبت له:-

1. مارغريت (1277-1229) تزوج مرتين أولا من وليام الثالث، لورد مونت سان جان،[2] ثم من غي السادس، فيكونت ليموج،[2] أصبحت ابنتهما الزوجة الأولى لـ آرثر الثاني، دوق بريتاني.
2. أودو (1266-1230)؛ تزوج من ماتيلدا الثانية، كونتيسة نيفير؛[3] أصبحت إحدى ابنتهم مارغريت زوجة الثانية لـ كارلو الأول ملك نابولي.
3. جان (1268-1231)؛ تزوج من أغنيس دي دامبيير، وكانت ابنتهم بياتريس وريثة بوربون (من خلال والدتها).
4. أديليد، تزوجت من هنري الثالث، دوق برابانت، ابنتهما الوحيدة ماريا أصبحت الزوجة الثانية لـ فيليب الثالث ملك فرنسا.
5. روبرت الثاني، دوق بورغندي (1306-1248).[3]